# Kay Adshead
Kay Adshead, née le 10 mai 1954 à Cheetham Hill (Manchester), est une poétesse, dramaturge, metteur en scène, actrice et productrice britannique.

## Petite enfance et éducation
Kay Adshead naît à Cheetham Hill, un quartier de Manchester. Elle déménage à Stretford, dans le Grand Manchester, où elle fait ses études à la Stretford Girls’ Grammar. Encore enfant, elle est actrice au Stretford Children's Theatre puis poursuit sa formation d'actrice au Royal Academy of Dramatic Art (RADA), où elle remporte le prix Emile Littler pour son talent exceptionnel et le prix Bryan Mosley pour ses compétences individuelles en combat sur scène. Elle est diplômée en 1975.

## Carrière
Adshead tient des rôles principaux au cinéma et à la télévision, notamment Cathy dans la série classique de la BBC Wuthering Heights, Beryl Stapleton dans The Hound of The Baskervilles, Linda dans le film télévisé BBC TV de Mike Leigh Kiss of Death et Sue McKenna dans le film sur la Four Acceptable Levels.
Les représentations théâtrales incluent Moll Gromer dans Thee and Me et Muriel dans Harlequinade au Royal National Theatre. Elle est Betty dans Touched et a chanté le rôle de Clara Twain dans White Suit Blues à The Old Vic, tous deux dirigés par Sir Richard Eyre. Elle est Constanze dans la tournée nationale d'Amadeus avec Keith Michell pour Triumph Apollo Productions Elle a joué Eve, Zoo, Savvy et New-Born dans la production de Cambridge Theatre Company de Back To Methusalah qui a culminé au Shaw Theatre. Elle était Tanzi dans Trafford Tanzi au Mermaid Theatre, apprenant à lutter pour le rôle, et Liz dans Juicy Bits dans la salle principale du Lyric Hammersmith.
Dans les années 1980 et 1990, Kay Adshead est apparue dans des rôles principaux dans des productions théâtrales marginales et expérimentales et a eu plusieurs apparitions dans des émissions de télévision, notamment The Bill, Dick Turpin, Victoria Wood as Seen on TV, Over To Pam, un épisode de la sitcom de Victoria Wood Dinnerladies, A Bit of Fry and Laurie, un des premiers épisodes de One Foot in the Grave, Mother's Ruin et Family Affairs.

## Compagnie de théâtre Mama Quilla
En 1999, avec Lucinda Gane, elle cofonde la compagnie de théâtre Mama Quilla qui produira The Bogus Woman (La Femme fantôme), au Traverse et au Bush Theatre, Bites au Bush Theatre et Bones au Haymarket (Leicester) et au Bush. The Bogus Woman, Bites et Bones ont également été produits à l'échelle internationale et tous ont été publiés chez Oberon Books.

## Prix et récompenses
- Finaliste du prix Susan Smith Blackburn à trois reprises[12] pour Thatcher’s Women, The Bogus Woman et Bites, respectivement.
- Edinburgh Festival 2000 : Fringe First, pour The Bogus Woman[13].
- Manchester Evening News : Best Fringe Performer pour Noma Dumezweni dans The Bogus Woman au Royal Exchange de Manchester[14].
- The Bogus Woman interprété par Noma Dumezweni nommé pour un EMMA (Ethnic Minority in Media Award).
- Adelaide Fringe Festival 2006 : Meilleur jeu de Fringe et Fringe Sensation pour The Bogus Woman interprété par Sarah Niles.
- Nommé pour la meilleure pièce de l'année du magazine Encore pour Animal au Soho theatre.